# Rozenita
La rozenita es un mineral de la clase de los minerales sulfatos, y dentro de esta pertenece al llamado “grupo de la rozenita”. Fue descubierta en 1960 en una mina de los Montes Tatras, en el voivodato de Pequeña Polonia (Polonia), siendo nombrada así en honor de Zygmunt Rozen, petrólogo polaco.

## Características químicas
Es un sulfato hidratado de hierro. El grupo de la rozenita en que se encuadra son todos sulfatos hidratados de un solo metal.
Su estructura está relacionada con la de melanterita (FeSO4·7H2O) y el siderotilo ((Fe,Cu)SO4·5H2O).

## Formación y yacimientos
Es un mineral de aparición rara, que se forma como secundario en condiciones de menos de 21 °C y baja humedad, directamente sobre melanterita sin cobre. También aparece como producto de la alteración de pirita o marcasita, comúnmente un producto posterior a la extracción minera de éstas, en sedimentos de lecho lacustre, o en grietas del carbón.
Suele encontrarse asociado a otros minerales como: melanterita, epsomita, jarosita, yeso, azufre, pirita, marcasita o limonita.